# Tatyana Polnova
Tatyana Polnova, (Russe: Татья́на Полнова) née Zaykovale le 20 avril 1979, est une athlète russe pratiquant le saut à la perche. De 1998 à 2002, Polnova a concouru pour la Turquie sous le nom de Tuna Köstem. Après avoir remporté l'Universiade en 2003, elle s'impose lors de la Finale mondiale de l'athlétisme disputée à Monaco.
Son record personnel est de 4,78 m, réalisé le 19 septembre 2004 à Monaco en extérieur et de 4,71 m en salle le 28 février 2004 à Liévin.

## Palmarès

### Championnats du monde
- 2007 à Osaka : 
  - 9e en finale avec 4,60 m

### Championnats d'Europe
- Championnats d'Europe d'athlétisme 2006 à Göteborg:
  -  Médaille de bronze du saut à la perche avec 4,65 m